# Центральная избирательная комиссия Украины
Центральная избирательная комиссия Украины (ЦИК Украины, укр. Центральна виборча комісія України, ЦВК) — постоянно действующий государственный коллегиальный орган Украины, наделённый полномочиями по организации подготовки и проведения выборов в органы государственной власти. Местонахождением комиссии является столица государства — город Киев.
ЦИК Украины состоит из 17 членов, которых утверждает Верховная рада Украины. Срок полномочий члена комиссии составляет семь лет. Данный орган является юридическим лицом и имеет печать со своим наименованием.

## Действующий состав ЦИК Украины
- Олег Диденко — председатель комиссии
- Сергей Дубовик — заместитель председателя комиссии
- Виталий Плукарь — заместитель председателя комиссии
- Елена Гатауллина — секретарь комиссии

члены комиссии:
- Оксана Боярчук
- Юрий Буглак
- Андрей Гевко
- Виктория Глущенко
- Виталий Грень
- Андрей Евстигнеев
- Ирина Ефремова
- Александра Кармаза
- Павел Любченко
- Юрий Мирошниченко
- Владимир Перепелюк
- Сергей Постивой
- Юрий Фрицкий

Предыдущий состав, который обеспечил проведение очередных президентских и внеочередных парламентских выборов в 2019 году, проработал менее года и был досрочно распущен парламентом в соответствии со статьёй 31 Закона Украины «О Центральной избирательной комиссии» 13 сентября 2019 года.

## Председатели ЦИК
- Иван Емец — с ноября 1993 года по ноябрь 1997 года
- Михаил Рябец — с ноября 1997 года по февраль 2004 года
- Сергей Кивалов — с февраля по декабрь 2004 года
- Ярослав Давидович — с декабря 2004 года по июнь 2007 года
- Владимир Шаповал — с июня 2007 года по июль 2013 года
- Михаил Охендовский — с 6 июля 2013 года[2] по 20 сентября 2018 года[3]
- Татьяна Слипачук — с 5 октября 2018 года[4] по 13 сентября 2019 года[5]
- Олег Диденко — с 4 октября 2019 года[6]